# Cratyna globigerina
Cratyna globigerina är en tvåvingeart som först beskrevs av Werner Mohrig och Nina Krivosheina 1985.  Cratyna globigerina ingår i släktet Cratyna och familjen sorgmyggor. Inga underarter finns listade i Catalogue of Life.